# Saccharomyces cerevisiae
Il Saccharomyces cerevisiae Meyen ex E.C. Hansen, 1883, organismo unicellulare osmofilo appartenente al regno dei funghi, comunemente noto come lievito di birra, è una nota specie di lievito della famiglia Saccharomycetaceae che si riproduce per gemmazione.
Saccharomyces cerevisiae ha forma da ovale a ellittica e diametro di 5-10 micrometri. Si moltiplica attraverso un processo di gemmazione, diversa dalla riproduzione che invece prevede riarrangiamento genico. È utile nello studio del ciclo della cellula perché la sua coltura è molto semplice, ma presenta la complessità della struttura interna di piante e animali, anch'essi eucarioti.
È probabilmente il lievito più importante nell'ambito dell'alimentazione umana e il suo utilizzo è noto fin dall'antichità per la panificazione, la  vinificazione e la produzione di birra. Si pensa che sia stato isolato per la prima volta dalla superficie di acini d'uva; è presente infatti nella pruina. È uno dei microrganismi eucarioti più intensamente studiati in biologia cellulare e molecolare, quanto l'Escherichia coli quale modello dei procarioti. È il microrganismo responsabile del tipo più comune di fermentazione.

## Metabolismo
I prodotti terminali del metabolismo sono sostanzialmente il biossido di carbonio e l'etanolo a seconda della presenza o meno di ossigeno. Saccharomyces cerevisiae è infatti anaerobio facoltativo, ossia il ricavo di energia può essere ottenuto o tramite un processo aerobico o tramite un processo anaerobico. È il lievito principale della fermentazione alcolica in vino e birra.
In condizioni aerobiche, dove normalmente prevale la respirazione, se nel substrato la concentrazione di glucosio supera i 200-500 mg/l si ha la prevalenza dell'attività fermentativa. Questo fenomeno viene definito effetto Crabtree. L'effetto Crabtree limita la crescita del lievito ed è perciò normalmente indesiderato. Con l'aggiunta di ulteriore substrato carente in zuccheri questo effetto può essere minimizzato; si tratta quindi di una diluizione.
Saccharomyces cerevisiae è sensibile alla pressione. Quando la pressione nei contenitori per la lievitazione supera le 8 atmosfere, esso comincia a mostrare le sue degenerazioni. Questo effetto viene anche utilizzato per il controllo del processo di lievitazione. 

## Genoma
Saccharomyces cerevisiae è considerato un organismo modello in citologia e in genetica. Nel 1996 è stato il primo eucariote il cui genoma sia stato interamente sequenziato.
La banca dati del genoma di S. cerevisiae è molto curata e rappresenta un importante strumento di conoscenza basilare delle funzioni e dell'organizzazione della cellula eucariote in genetica e fisiologia.
Una delle più importanti banche dati sul S. cerevisiae è mantenuta dal Centro Informazioni sulla Sequenza delle Proteine di Monaco. Il genoma è composto da circa 13 milioni di coppie di basi e 6275 geni, sebbene soltanto 5800 di questi sono ritenuti essere i veri geni funzionali. Si stima che Saccharomyces cerevisiae condivida circa il 23% del suo genoma con l'uomo.

## Usi
È utilizzato per molteplici impieghi alimentari.

### Dosaggio
Il lievito fresco è generalmente aggiunto all'impasto in una quantità compresa tra 0,1 - 4,0% della farina utilizzata. La percentuale è in funzione del metodo di lavoro adottato e dal tempo di fermentazione/maturazione della massa prima dell'infornamento.

### Disputa tra il lievito fresco compresso e il lievito naturale
Esistono controversie sull'utilizzo del lievito fresco compresso, o industriale, o di birra (i.e. Saccharomyces cerevisiae), e del lievito naturale di pasta acida. È bene sapere cosa li distingue e cosa li caratterizza, per capire quali risultati si avranno usando uno o l’altro.
Se parliamo di panificazione il lievito di birra permette di ottenere in meno tempo pane soffice, cavo all’interno e con molta alveolatura. La pasta madre, invece, permette di ottenere un pane meno lievitato, più compatto e con alveoli più piccoli. Per quanto riguarda il gusto, vi sono delle differenze: delicato e meno intenso con il lievito di birra, più aromatico e lievemente più acido con il lievito madre.
Il tipo di lievitazione della pasta madre, che necessita di tempi molto più lunghi, comporta una digeribilità più alta, poiché le proteine della farina si scompongono di più. A contrario, il lievito di birra, che ha naturalmente una lievitazione più corta, può essere mal tollerato da soggetti sensibili, se la lievitazione e la cottura risultano insufficienti, potendo essere all'origine di intolleranze alimentari.
In realtà, se la tecnica di lavoro artigianale, legata alla storia e alle tradizioni locali di produzioni di panetteria, pizzeria e arte bianca più in generale, sono correttamente eseguite, prevedendo le giuste concentrazioni di lievito fresco compresso, tempi e temperature di processo corretti, consente di ottenere prodotti di elevata qualità e altrettanto salubri, al netto delle possibili intolleranze o allergie dei singoli consumatori.

### Conservabilità e tipi
Saccharomyces cerevisiae si trova sul mercato come lievito fresco appena pressato o come lievito secco (conservazione di circa 1 anno). Quello fresco ha un aroma caratteristico e facilmente riconoscibile in situazioni ove questa nota è distintiva (pasta lievitata, alcuni tipi di birra, spumanti a metodo classico, certi vini bianchi secchi e giovani, ecc.).
Il lievito commerciale è prodotto in grandi tank, o biofermentatori, condotti a condizioni ottimali per la moltiplicazione, ovvero in ossigenazione, a circa 30 °C e su substrati zuccherini generalmente a base di melassa di barbabietola. Al termine della crescita la biomassa viene recuperata dal mezzo di coltura per centrifugazione (lievito in crema) e generalmente viene pressata (lievito fresco in panetti). Il lievito fresco può subire successivi trattamenti mirati all'eliminazione del substrato residuo (lavaggi). Per la produzione del lievito secco attivo, il materiale viene liofilizzato.
Per fini particolari vengono utilizzati anche colture speciali, come ad esempio i lieviti osmotolleranti in grado di sopportare elevate pressioni osmotiche in impasti molto dolci.
I lieviti ecologici vengono allevati su un terreno prodotto a partire da cereali e sono adatti alle persone allergiche al lievito, in quanto questo fenomeno è generalmente legato ai lieviti industriali per la permanenza nel prodotto finale di residui del substrato di melassa della produzione del lievito.
Il lievito fresco mantiene piena capacità fermentativa/respiratoria se viene conservato ad una temperatura dai 2 agli 8 °C e poi riportato a temperatura ambiente per il suo uso. La maggior parte delle cellule muore a circa 40 - 45 °C.
Quante più cellule vecchie o morte si trovano in un pezzo di lievito, tanto compromesso sarà il suo metabolismo. L'invecchiamento e la morte delle cellule del lievito portano alla liberazione di composti come il glutatione. La presenza di queste sostanze nell'impasto porta all'indebolimento della struttura glutinica (glutine) in un impasto, quindi cellule morte di S. cerevisiae sono tecnicamente inutilizzabili.
Un'alternativa all'uso del lievito biologico in cucina/pasticceria è rappresentata dal lievito chimico o polvere lievitante o baking powder. Per i dolci il più comune è il bicarbonato d'ammonio.

### Ambito farmacologico
È il principio attivo di un antiemorroidale chiamato "Preparazione H".